# Kazimierz Falkowski
Kazimierz Falkowski (28 stycznia 1875 w Chodakach, pow. Wilejka, zm. 28 maja 1936 w Wilnie) – rosyjski i polski inżynier oraz urzędnik kolejowy.

## Życiorys
Syn Januarego i Marii z Mackiewiczów. Uczęszczał do Gimnazjum w Mińsku i Rydze, studiował na Wydziale Chemicznym Ryskiego Instytutu Politechnicznego (Рижский политехнический иститут) (1896-1904), oraz na Cesarskim Uniwersytecie Juriewskim (Императорский Юрьевский университет) w Dorpacie. W okresie I wojny światowej był zastępcą prezesa kolei Aczyńsko-Minusińskiej (Ачинско-Минусинская железная дорога), współorganizatorem 5 Dywizji Syberyjskiej oraz pełnomocnikiem Polskiego Komitetu Narodowego na Syberii gdzie został w 1920 aresztowany. Po powrocie do kraju w 1922, był radcą Najwyższej Izby Kontroli, naczelnikiem wydziału kolejowego i inspektorem w Ministerstwie Komunikacji, oraz dyrektorem kolei państwowej w Wilnie (1929-1936).
Pochowany na cmentarzu Na Rossie w Wilnie.